# يفقة
خبز اليُفْقَة أو خبز اليُفكة أو خبز اليوفكا (باللغة التركية العثمانية: يُفقه أو يوفقة) (بالتركية: Yufka ekmeği)‏ تشير إلى كل من رقائق العجين في المطبخ التركي والذي يستخدم في الفطائر والكعك المالحة أو الحلوة، بالإضافة إلى الخبز المسطح الرقيق جدًا، الذي يُصنع من هذه العجينة على سبيل المثال والتي تُخبز على الصاج أو في التنور. في اليونان وأجزاء من العالم الغربي يطلق عليها اسم فيلو.

## خبز اليفقة المسطح

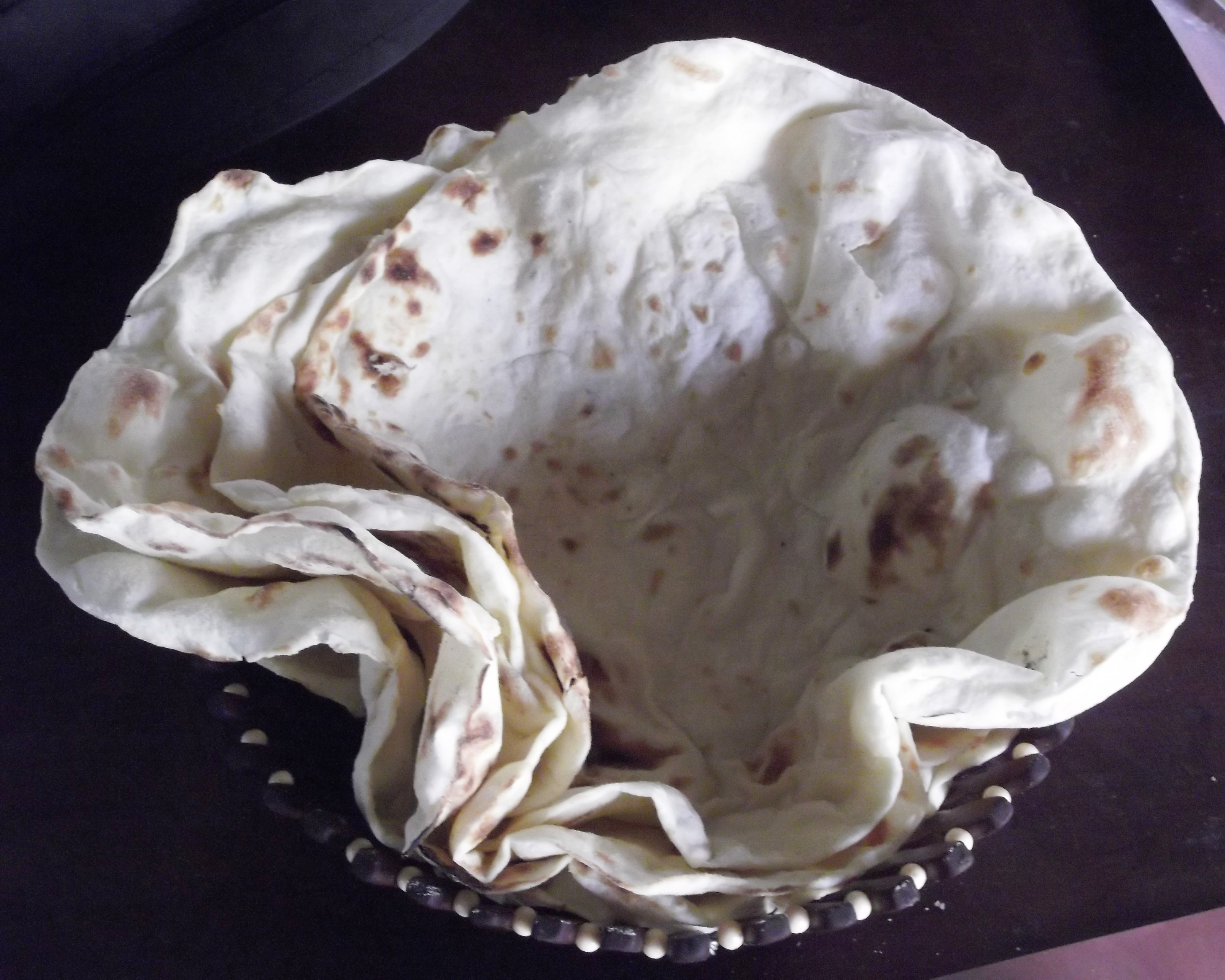
اليُفقة خبزًا مسطحًا.

تُعجن عجينة اليُفقة من الدقيق والماء والملح فقط وهو شبيه بخبز اللواش.

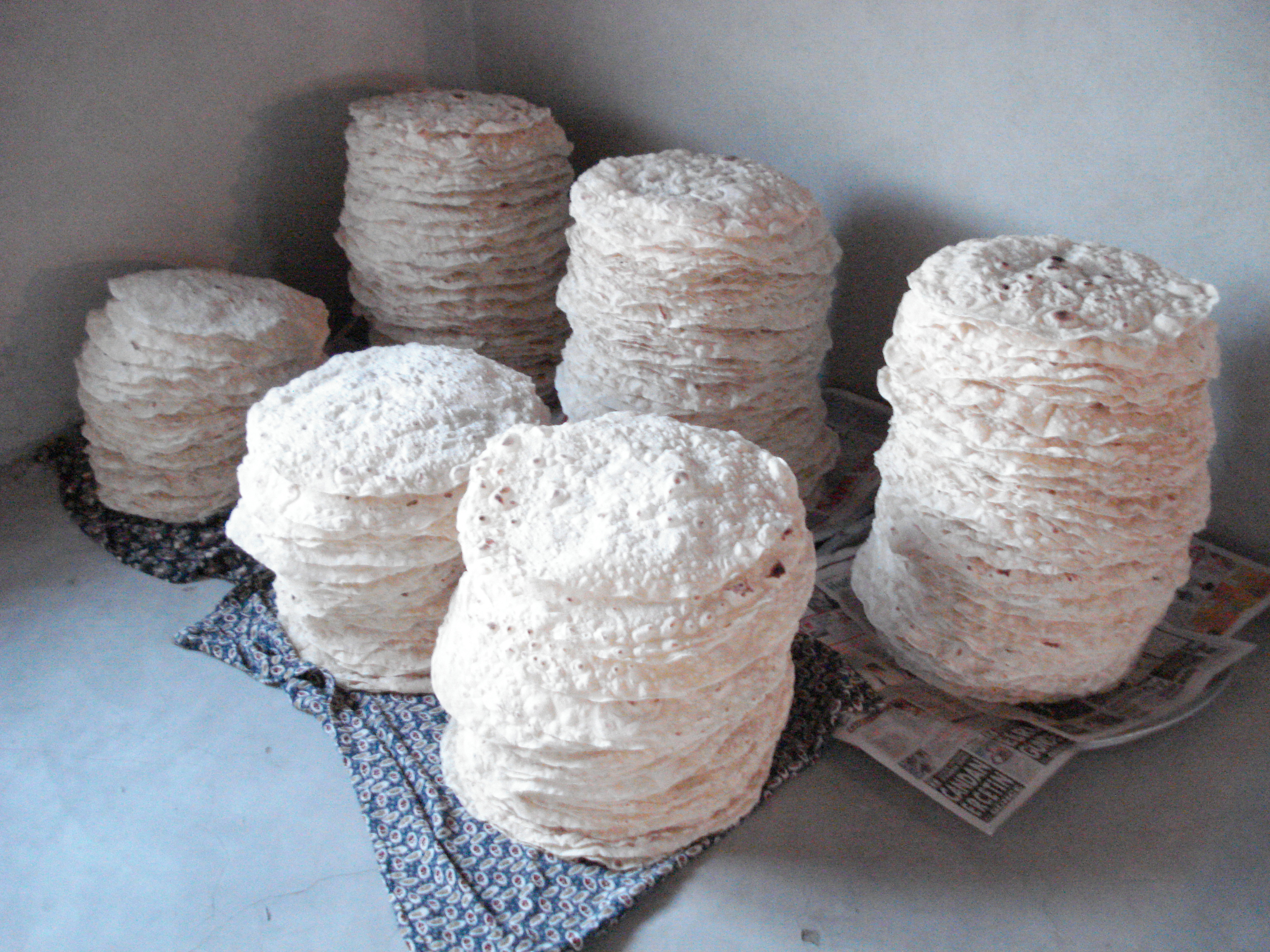
خبز اليُفقة مكدس للتخزين

## اليفقة للفطائر والكعك

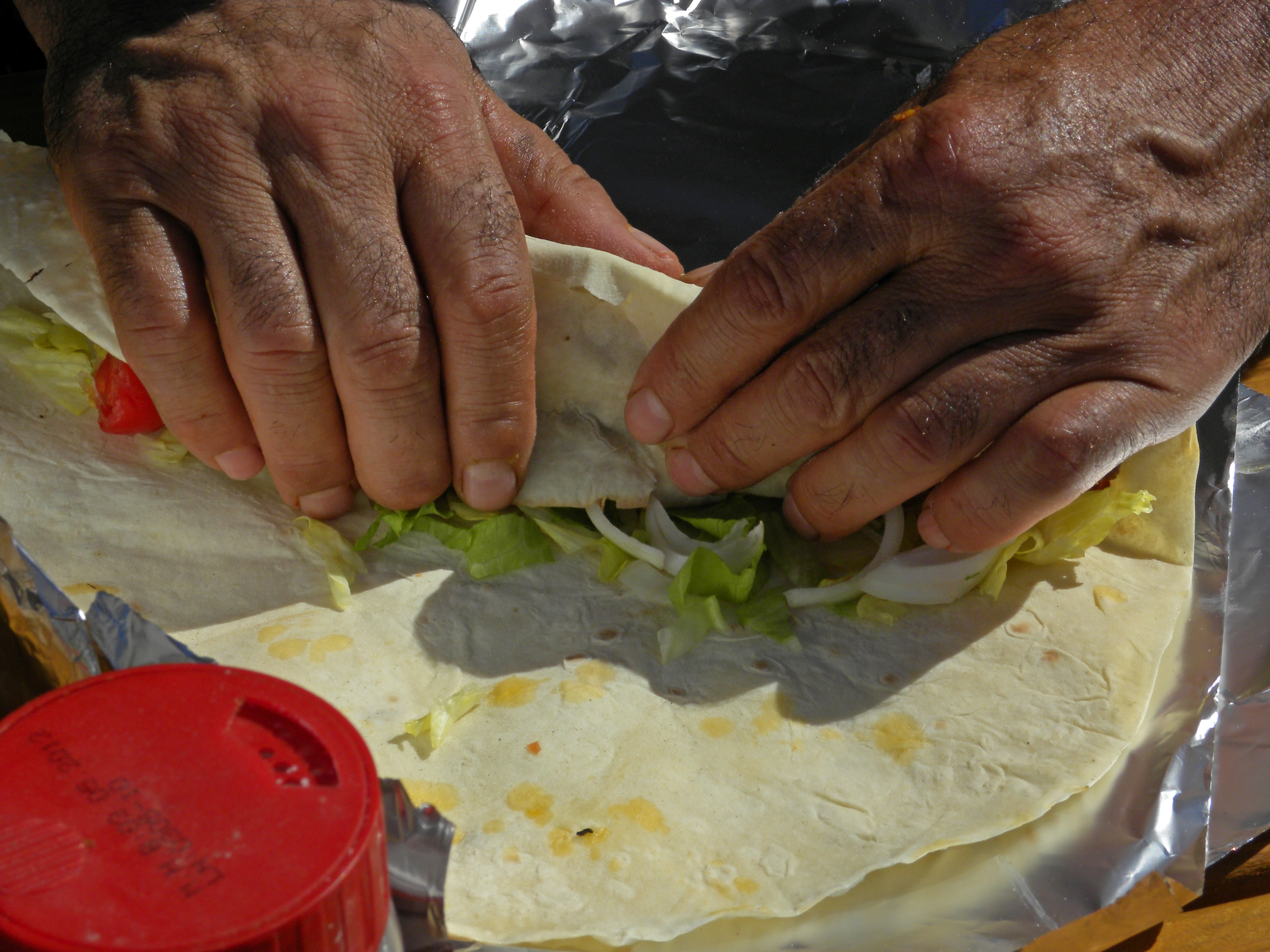
اليُفقة رقائقًا.